# Karl Schranz
Karl Schranz (* 18. listopadu 1938 Sankt Anton am Arlberg) je bývalý rakouský reprezentant v alpském lyžování, trojnásobný mistr světa.
Na mistrovství světa v alpském lyžování 1962 v Chamonix vyhrál ve sjezdu a alpské kombinaci, v obřím slalomu byl druhý. Třetí titul mistra světa získal roku 1970 ve Val Gardeně, kde v obřím slalomu těsně porazil krajana Wernera Bleinera. Od založení Světového poháru roku 1967 v něm vyhrál dvanáct závodů, v letech 1969 a 1970 byl první v celkové klasifikaci, kromě toho získal dva malé Křišťálové glóby za sjezd (1969, 1970) a jeden za obří slalom (1969). Čtrnáctkrát vyhrál v závodě Arlberg-Kandahar, čtyřikrát na Laubernhornu a třikrát na Hahnenkammu. Nikdy se však nestal olympijským vítězem, jeho nejlepším výsledkem byla stříbrná medaile v obřím slalomu na domácí půdě v Innsbrucku na hrách 1964. O čtyři roky později byl v slalomu po prvním kole druhý, druhé kolo nedokončil a dožadoval se opakování jízdy, protože mu údajně jeden z pořadatelů vběhl do cesty. Bylo mu vyhověno, novou jízdu zajel nejlépe a radoval se z celkového vítězství, byl však dodatečně diskvalifikován za neprojetí branky a zlato získal domácí Jean-Claude Killy. Před olympiádou 1972 se stal Schranz aktérem aféry, kdy předseda Mezinárodního olympijského výboru Avery Brundage zveřejnil fotografii, na níž rakouský sjezdař pózuje za finanční odměnu v reklamním tričku. Označil ho kvůli tomu za profesionála a inicioval hlasování exekutivy MOV, které poměrem hlasů 28:14 vyloučilo Schranze z olympiády. Závodník protestoval, že podobné příjmy jsou u špičkových sportovců normální, rakouská výprava hrozila bojkotem olympiády, Schranz to ale svým kolegům rozmluvil a vrátil se do Vídně, kde mu sto tisíc diváků v čele s kancléřem Bruno Kreiskym připravilo triumfální uvítání.
Po skandálu v Sapporu se Schranz zúčastnil závodů profesionální sjezdařské série a po ukončení kariéry si otevřel hotel v rodném St. Antonu. Byl členem organizačního výboru mistrovství světa v alpském lyžování 2001 a poradcem pořadatelů zimních olympijských her 2014 v Soči. Byl třikrát zvolen nejlepším sportovcem Rakouska (1959, 1962 a 1970), obdržel Čestný odznak Za zásluhy o Rakouskou republiku.